# Гантман, Яков Ильич
Яков Ильич Гантман (род. 23 февраля 1950) — советский и российский тренер по вольной борьбе. Заслуженный тренер России.

## Биография
В 1973 году окончил Индустриально-педагогический техникум профессионального технического образования. В 1985 году заочно окончил Институт физической культуры имени П.Ф. Лесгафта. Тренировался у Ю. М. Петрова и Л. Ф. Колесника.
За свои достижения на спортивном поприще был удостоен звания Мастера спорта по вольной борьбе.
За годы тренерской карьеры подготовил не менее десяти мастеров спорта и трёх мастеров спорта международного класса, среди них: призёр Игр доброй воли (1998), победитель Кубка европейских чемпионов в командном зачёте (1998), чемпион мира (1998) в командном зачёте, серебряный призёр чемпионата России (1999), многократный призёр международных турниров (1998-2000) М. Ю. Рамазанов; призёр (1996) и победитель (1997) первенств России, чемпион Европы и мира среди юниоров (1997), обладатель Кубка европейских чемпионов (1998), серебряный призёр Олимпийских игр в Сиднее 2000 года А. Гитинов.
Ныне является тренером-преподавателем Санкт-Петербургской комплексной школы высшего спортивного мастерства.
В 2001 году был награждён медалью ордена «За заслуги перед Отечеством» II степени.